# Zalizne
Zalizne (in ucraino Залізне?; in russo Зализное?, Zaliznoe), fino al 2016 Artemove (in ucraino  Артемове?; in russo Артёмово?, Artëmovo), è una città dell'Ucraina situata nell'oblast' di Donec'k.